# Luís Álvares de Távora, 1.º Marquês de Távora

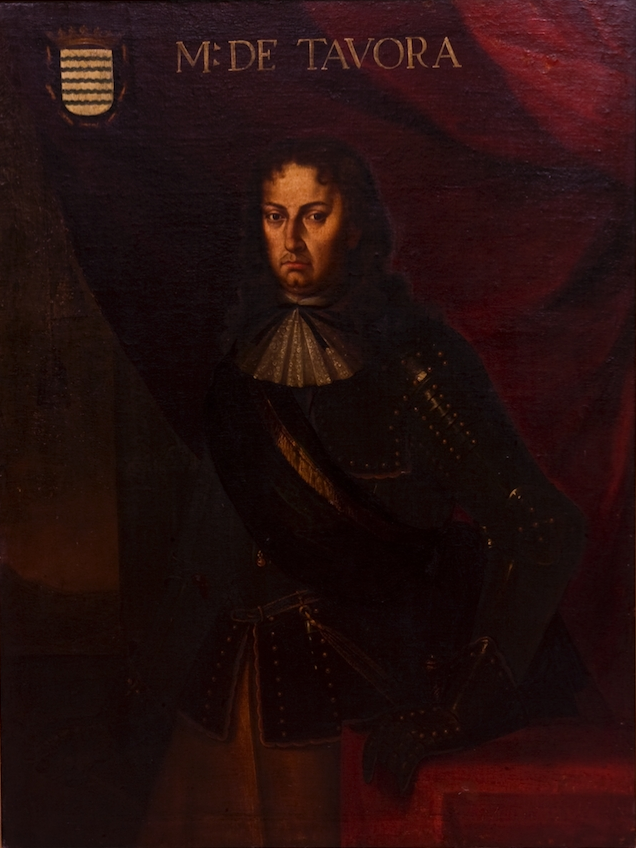
Retrato de D. Luís Álvares de Távora, 1673-5, por Feliciano de Almeida (Galleria degli Uffizi, Florença)

Luís Álvares de Távora ou, em português antigo, D. Luiz Alvarez de Tavora (Lisboa, 17 de Março de 1634 - 25 de Novembro de 1672) era filho primogénito de D. António Luís de Távora, 2.º Conde de São João da Pesqueira (1620-1653) e de D. Arcângela Maria de Portugal (c.1620-?), filha do 4º Conde de Linhares.
Luís herdou em 1653, aos 19 anos, o senhorio e títulos de seu pai, vindo a ser: 3º Conde de São João da Pesqueira, 17º Senhor da Casa de Távora e 9º Senhor do Mogadouro. Foi militar afamado e homem de consequência e influência na Corte portuguesa na segunda metade de Seiscentos. Como recompensa pelos serviços prestados na Guerra da Restauração e ao então Infante Regente D. Pedro - mais tarde rei D. Pedro II -, D. Luís é elevado por carta régia de 18 de Agosto de 1669 a Marquês de Távora, título concedido de juro e herdade.
Faleceu jovem, com 38 anos, num acidente na noite de 25 de Novembro de 1672. Deixou descendência, na qual se encontram, entre outros, os Marques de Távora, os Condes de Alvor e os Condes de Vila Nova. Amigo pessoal do famoso político e escritor D.Luís de Meneses, 3.º Conde da Ericeira, este compôs-lhe postumamente um Compêndio Panegírico que deu à estampa em 1774.

## Carreira Militar

### Ingresso no Exército e Campanha de Olivença (1657)
Luís Álvares de Távora distinguiu-se no campo militar no contexto da Guerra da Restauração. Contava apenas com 8 anos a 1 de Dezembro de 1640 quando D. João IV foi aclamado Rei de Portugal na varanda do Paço da Ribeira por D. Antão de Almada. No entanto, a reacção militar espanhola foi retardada pela Revolta da Catalunha, procrastinando-se por uma década qualquer combate significativo. O jovem fidalgo começa a receber instrução militar desde muito cedo. Esta aprendizagem era de carácter primordial para os jovens da sua condição, com excepção dos que seguiam a vida religiosa. Revelava-se, todavia, à época, com contornos de obrigação patriótica devido à constante expectativa de uma ofensiva castelhana.
A carreira militar de D. Luís inicia-se em 1657 quando é convidado para comandar um terço no exército do Martim Afonso de Melo, 2.º Conde de São Lourenço e um dos conjurados de 1640, que acabara de ser nomeado pela Rainha Regente para Governador das Armas do Alentejo. O jovem D. Luís contava com cerca de 23 anos, mas era já senhor de sua Casa e pai de família. Combate na Campanha de Olivença de 1657 no posto de Mestre de Campo General. Finda a campanha de '57, o Conde de São Lourenço é substituído no posto de Comandante-em-chefe do exército do Alentejo por Joanne Mendes de Vasconcelos.

### Campanha de Badajoz  e cerco de Elvas (1658)
O jovem D. Luís, então Conde de São João, continua a servir na Campanha de Badajoz de 1658. Nesse ano, o seu irmão Miguel Carlos de Távora, que estudava para religioso em Coimbra, abandona os estudos e junta-se-lhe no Alentejo com o posto de Capitão de Infantaria. O jovem conde serve no cerco de Badajoz (Julho a Outubro) com assinalável bravura e trava amizades, pautadas pela camaradagem militar, que o vão acompanhar ao longo da vida, nomeadamente com: D. João de Mascarenhas, 2.º Conde da Torre, D. Luís de Meneses (que herdará o título de Conde da Ericeira) e Simão Correia da Silva (que será Conde da Castanheira pelo casamento); todos jovens da mesma geração.
Chegado à Estremadura espanhola o exército de socorro a Badajoz liderado pelo sexagenário Luís de Haro, 3.º Duque de Olivares - sobrinho do famigerado Conde-Duque -, retirou o exército português para Elvas. Após quase 4 meses de cerco, ficavam nos campos de Espanha 7000 portugueses mortos e nenhum resultado. Salva a praça de Badajoz, o Governador da Estremadura e Duque de San Gérman, que nela fora sitiado, junta as suas forças a Luís de Haro e partem na peugada dos portugueses com um imponente exército de 36000 homens. Vê-se desesperada a situação de Elvas, que se prepara para aguentar longo cerco enquanto pelo país fora de não poupam esforços para levantar exército que faça frente à invasão castelhana do Alentejo.
Permanece o exército que sitiava Badajoz em Elvas para a defender. O comando da Praça foi entregue a Sancho Manuel de Vilhena (futuro 1.º Conde de Vila Flor) e nela permaneceram muitos fidalgos do exército. Entre muitos outros, ficaram o D. Luís de Távor' e o irmão, o Conde da Torre, D. Luís de Meneses, Simão Correia da Silva e o Conde do Prado (futuro 1.º Marquês das Minas) com os seus filhos. O cerco iniciou-se a 22 de Outubro e durou vários meses e as condições dentro da Praça foram muito difíceis para os sitiados, chegando a morrer 300 pessoas por dia de peste. Não houve fome, graças à boa administração e às grandes reservas que foi possível angariar antes do cerco, mas não se conseguia fazer chegar mantimentos do exterior.

### Batalha das Linhas de Elvas(1659)
A Rainha Regente encarregou o Conde de Cantanhede (futuro 1.º Marquês de Marialva) de levantar um exército para socorrer a praça de Elvas. Revelou-se tarefa difícil pois eximiam-se os Governadores das Armas das províncias a enviar auxílio por receio de invasões nas suas fronteiras. Em Setembro o exército do Minho comandado pelo Conde de Castelo Melhor foi vencido na Batalha de Vila-Nova de Carveira pelo Marquês de Viana, no que resultou a perda de Monção, Salvaterra de Miño e da fortaleza de Lapela. Houve mesmo necessidade de se fazer recrutar homens na Ilha da Madeira. O exército do Conde de Cantanhede reúne-se em Estremoz no final do ano de 1658 perfazendo um total de cerca de 10500 homens. Apesar das dificuldades, é possível a comunicação entre António Luís de Meneses e Sancho Manuel de Vilhena - comandante de Elvas -, concertando-se a estratégia para dar batalha aos castelhanos.
A Batalha das Linhas de Elvas ocorre a 14 de Janeiro de 1659 e foi um dos grandes marcos da Guerra da Restauração. Os exércitos portugueses desbaratam completamente a força espanhola numa retumbante vitória. O exército castelhano encontrava-se já reduzido a 15000 homens devido à peste e à deserção. Após a batalha, ao alcançarem Badajoz após apressada fuga, não restavam mais do que 5000 soldados do grandioso exército.
D. Luís de Távora e o companheiro Conde da Torre haviam sido incumbidos na liderança de dois batalhões fora das muralhas para auxiliar o exército do Conde de Cantanhede. Contudo, tinham ordens para não se afastarem nem se embrenharem na batalha, o que prontamente ignoraram. D. Luís é descrito como um dos heróis do dia, tenho batalhado com tanta ferocidade que os inimigos o reconheciam e sabiam o seu nome. Aquando do final da batalha, recusou-se o acampamento fortificado espanhol a render-se a outro que não ao jovem Conde de São João, dizendo não poder ser desonra render-se a tal inimigo. D. Luís conta da lista dos feridos em combate; pese embora ser sem gravidade.

### Anos subsequentes
Nesse mesmo ano passa à região do Minho, como General de Cavalaria, onde, nos anos consequentes, obtém diversas vitórias. Foi transferido para Trás-os-Montes onde sobe ao posto de Mestre-de-Campo General. Os seus afamados serviços de armas nas fronteiras do Norte do País levam à sua nomeação, em 1662, para Governador de Armas da província de Trás-os-Montes (contava então com 28 anos). Participou ainda na Batalha de Montes Claros em 1665. Foi ainda membro do Conselho da Guerra de D. Afonso VI. Dele escreveu o historiador António Caetano de Sousa:
| “ | Serviu na guerra com valor, reputação, e felicíssima fortuna, sendo um dos Varões sinalados do seu tempo, que em obséquio da pátria tantas vezes soube arriscar a sua pessoa para a fazer gloriosa. | ” |

## Posição na Corte
Durante o reinado de D. Afonso VI, D. Luís Álvares de Távora, então figura proeminente na corte e membro do Conselho da Guerra, alinhou-se com a facção leal ao Infante D. Pedro, tendo apoiado o golpe de Palácio de 23 de Novembro de 1668. Torna-se num dos homens de confiança do Príncipe Regente e é nomeado gentil-homem de sua câmara. Segundo as fontes da época, era das pessoas que mais privavam com Sua Alteza Real, chegando-se mesmo a defini-lo com um valido. A sua alcunha na corte era o El Perfecto Caballero. O valimento junto do monarca justifica a elevação do então Conde de São João a Marquês de Távora logo em 1669. Foi ainda vereador da Câmara de Lisboa em 1671.

## Família
D. Luís Álvares de Távora casou em 1655 com a sua prima co-irmã, por via materna, D. Maria Inácia de Meneses (c.1635-1693), filha do 1.º Conde de Sarzedas. Desta matrimónio conhecem-se 8 descendentes, dos quais 7 chegaram à maioridade:
- D.Maria Josefa de Távora, Condessa dos Arcos pelo casamento com D. Marcos de Noronha, 4.º Conde dos Arcos (1650-1718)
- D.Inês Catarina de Távora, Condessa de Alvor pelo casamento com o seu tio D. Francisco de Távora, 1.º Conde de Alvor. (1646-1710)
- D.António Luís de Távora, 2.º Marquês de Távora (1656-1721), que sucederá a seu pai e casar-se-á com D. Leonor Teresa Rosa de Sousa, Marquesa de Távora (1652-1731), filha do 1.º Marquês de Arronches.
- D. Leonor Tomásia de Távora (? - 1725), que casou em 1681 com Tristão António da Cunha, senhor do morgado de Paio Pires (1663-1693)
- D. Rui Pires de Távora, canonista e letrado, abade de Castelo Branco arcediago de Neiva na Sé de Braga.
- D. Bernardo de Távora, O.S.A., canonista e letrado, Doutor em Teologia e Catedrático na Universidade de Coimbra.
- D. Arcângela de Távora, O.P., religiosa no mosteiro dominicano da Anunciada em Lisboa
- D. Luís de Távora (c. 1673 - ?), nasceu póstumo e morreu jovem.